# 스테이 헝그리
스테이 헝그리(Stay Hungry)는 미국에서 제작된 봅 라펠슨 감독의 1976년 영화이다. 제프 브리지스 등이 주연으로 출연하였고 봅 라펠슨 등이 제작에 참여하였다.
1972년 동명의 소설 스테이 헝그리를 각색한 작품이다. 슈왈제네거는 이 영화를 통해 골든 글로브상을 받았다.

## 출연

### 주연
- 제프 브리지스
- 샐리 필드
- 아놀드 슈왈제네거

### 조연
- R.G. 암스트롱
- 로버트 잉글런드
- 헬레나 칼리아니오츠
- 로저 E. 모슬리
- 우드로 파프리
- 스캣맨 크로더스

## 제작진
- 원작자: 찰스 게인스
- 미술: 토비 카 라펄슨
- 의상: G. 토니 스카라노
- 배역: 다이안 크리텐든